# Letoon
Letoon of Letoön ligt ten zuiden van het Turkse Xanthos. Het vormde het hoofdheiligdom van de Lycische Bond. In de Griekse en Romeinse mythologie geldt het als de plaats waar het verhaal van de Lycische boeren, beroemd door de beschrijving van Ovidius (Metamorphosen 6, 313-381), zich afspeelde. Toen de godin Leto met haar kinderen Apollo en Artemis, uitgeput en op de vlucht voor Hera, hier water wilde drinken bij een bron, werd ze weggejaagd door boeren die ze voor straf in kikkers veranderde.
Er zijn ter plaatse nog de resten over van drie tempels uit de 5e tot de 1e eeuw v.Chr., die in 1962 door Franse archeologen zijn opgegraven, en verder onder meer van een hellenistisch theater.
Nationaal park Göreme en de rotsen van Cappadocië ·
Grote Moskee en Hospitaal van Divrigi ·
Historische gebieden van Istanboel ·
Hattusha, hoofdstad van de Hittieten ·
Nemrut Dağı · 
Hierapolis en Pamukkale · 
Xanthos-Letoon ·
Safranbolu ·
Archeologisch Troje ·
Selimiye-moskee en zijn sociaal complex ·
Site van Çatal Hüyük ·
Bursa en Cumalıkızık: de geboorte van het Ottomaanse Rijk ·
Pergamon en zijn veelgelaagde cultuurlandschap ·
Cultuurlandschap van het Fort van Diyarbakır en de tuinen van Hevsel ·
Efeze ·
Archeologische site van Ani·
Aphrodisias ·
Göbekli Tepe ·
Tell van Arslantepe
- Gemeinsame Normdatei: 7563638-4
- Virtual International Authority File: 235707079